# Formato CX

Il formato CX è un formato di sensore fotografico di dimensioni 13,2×8,8 mm. 
La sua superficie è di molto inferiore a quella del formato APS-C o DX e leggermente inferiore a quella del formato "quattro terzi" e "micro 4/3", ma è comunque grandissimo rispetto alla stragrande maggioranza dei sensori usati nelle compatte anche di fascia alta, il formato CX ha un fattore crop di 2,7x rispetto al formato 35 mm.
Questo formato è stato creato da Nikon per le sue prime mirrorless (J1, J2, J3, J4, J5, S1, S2, AW1) e le EVIL (V1, V2, V3) della serie "Nikon 1".
Diversamente dai sensori micro 4/3 il formato nikon CX ha un aspect ratio di 3/2 (1.5) identico alla maggior parte delle fotocamere reflex e differente rispetto alla maggior parte delle compatte.
Il primo sensore in questo formato, era un CMOS con 10,1 megapixel di risoluzione con sensori autofocus a rilevazione di contrasto integrati, montato sulle J1, J2, S1, V1. Il sensore CX oltre ad integrare sensori autofocus a contrasto di fase, integra anche sensori a rilevazione di fase, ed è quindi un sistema di messa a fuoco ibrido. Il sistema di messa a fuoco ibrido delle Nikon 1 garantisce prestazioni molto elevate.
Successivamente Nikon ha lanciato sul mercato sensori CX di maggior risoluzione ma con analogo sistema af ibrido. Un CMOS da 14.2 mpx è stato usato dalle fotocamere J3, S2, AW1 e V2 lanciate sul mercato nel 2012-2013. Nel 2014 un CMOS da 18,4 mpx è stato montato sulle fotocamere J4 e V3. Infine sulla fotocamera J5 del 2015, è presente un CMOS da 20,8 mpx.
Nel 2018 il sistema CX è stato ufficialmente dismesso da Nikon.